# Lineodes hieroglyphalis
Lineodes hieroglyphalis là một loài bướm đêm trong họ Crambidae.